# Bjerringbro FH
Bjerringbro FH er en håndboldklub, hvis bedste damehold spiller i Kvindehåndboldligaen. Bjerringbro FH var desuden en af moderklubberne til håndboldligaholdet BSV.
Bjerringbro har altid været kendt som en håndboldby og i 1999 blev byens to daværende klubber - Bjerringbro HK og Bjerringbro KFUM - enige om at slå sig sammen til Bjerringbro Forende Håndboldklubber. Bjerringbro FH er i dag en af landets største håndboldklubber med mere end 500 medlemmer. Pr. 1. april 2000 blev herreeliteafdelingen udskildt i et aktieselskab. Det gjaldt 1. og 2. holds herrer og herreynglinge.
Dameholdet vandt i sæsonen 2022-23 1. division, hvormed de for første gang i klubbens historie rykkede op i den bedste danske række, Kvindehåndboldligaen. Holdet var på forhånd dog ikke udset de store chancer med en af ligaens laveste budgetter og økonomi samt ligaerfaring blandt spillerne. Ikke desto mindre formåede holdet at overleve den første sæson i ligaen, hvor Line Gyldenløve Kristensen tilmed blev den samlede topscorer med 173 mål ved sæsonafslutning.

## Spillertruppen 2025-26
| Nr. | Navn                       | Nationalitet | Position     | I klubben siden |
| --- | -------------------------- | ------------ | ------------ | --------------- |
| 3   | Anikka Solberg             | Danmark      | Playmaker    | 2025            |
| 4   | Emilie Bangshøi            | Danmark      | Venstre fløj | 2012            |
| 5   | Caroline Svarre            | Danmark      | Stregspiller | 2025            |
| 7   | Line Gyldenløve Kristensen | Danmark      | Playmaker    | 2007            |
| 9   | Mathilde Piil              | Danmark      | Venstre fløj | 2022            |
| 10  | Melina Kristensen          | Danmark      | Højre fløj   | 2024            |
| 12  | Ida Marie Kaysen           | Danmark      | Målvogter    | 2025            |
| 14  | Caroline Højer             | Danmark      | Venstre back | 2022            |
| 15  | Anna Hviid Bang            | Danmark      | Højre back   | 2025            |
| 17  | Mathilde Guldager          | Danmark      | Venstre fløj | 2025            |
| 18  | Sidsel Poulsen             | Danmark      | Stregspiller | 2022            |
| 19  | Rikke Dahl                 | Danmark      | Stregspiller | 2024            |
| 20  | Clara Bak                  | Danmark      | Målvogter    | 2019            |
| 24  | Josephine Nordstrøm        | Danmark      | Målvogter    | 2024            |
| 25  | Laura Jensen               | Danmark      | Playmaker    | 2024            |
| 31  | Marianne Haugsted          | Danmark      | Venstre back | 2024            |
| 44  | Louise Hald                | Danmark      | Højre fløj   | 2022            |